# A940 road
Die A940 road ist eine A-Straße in der schottischen Council Areas Moray und Highland.

## Verlauf
Die Straße beginnt als Abzweigung von der A96 (Aberdeen–Inverness) am Nordrand von Forres. Sie bildet die Hauptstraße der 9000-Einwohner-Gemeinde und verlässt Forres in südwestlicher Richtung. Das Loch of Blairs passierend folgt sie für 6,5 km bis zur Einmündung der B9007 dem Lauf des Findhorn. Fortan verläuft die A940 zunächst entlang des rechten Ufers des Nebenflusses Divie, bindet den Weiler Dunphail an und quert auf der Bridge of Divie schließlich den Divie. Jenseits der Querung folgt die Straße dem Lauf des Dorback Burn. Die A940 passiert den 456 m hohen Knock of Braemoray. Sie endet nach einer Gesamtlänge von 23,1 km nahe dem Weiler Dava und unweit des Sees Lochindorb mit ihrer Einmündung in die A939 (Nairn–Bridge of Gairn). Auf den letzten Straßenmetern bildet sie die Grenze zwischen den Council Areas Moray und Highland.